# Restes prehistòriques de Païssa - S'Hortal Cuitor
Les restes prehistòriques de Païssa - S'Hortal Cuitor és un jaciment arqueològic situat al lloc anomenat S'Hortal Cuitor de la possessió de Païssa del municipi de Llucmajor, Mallorca.
Aquest jaciment fou un antic poblat. Actualment només en resta una taca ceràmica que agafa diverses tanques, especialment aquella on hi ha situat un claper fet amb restes de pedres resultat de la destrucció de les construccions. Es veuen altres pedres de gran mida que han servit de fonamentació per als marges. El terreny on es localitza la ceràmica es va elevant en direcció al nord, essent allà on la densitat ceràmica és més alta.